# Волнения в Буркина-Фасо (2011)
Волнения в Буркина-Фасо — серия военных мятежей и гражданских демонстраций, прошедших городах Буркина-Фасо зимой и весной 2011 года.

## Предпосылки и причины
15 февраля солдаты, недовольные невыплатой жилищных пособий, подняли мятеж в столице страны Уагадугу; президент страны Блез Компаоре в тот же день покинул город и в целях безопасности перебрался в родной город Зиниаре. К воскресенью 17 апреля мятеж охватил город По в южной части страны, где прошли протесты против приговора, вынесенного местным судом группе офицеров.

## Протесты
Мятеж продолжился народными демонстрациями против роста цен, прошедшими в нескольких городах страны. Протесты, вызванные смертью студента, находившегося под арестом в полицейском участке, начались 22 февраля. По сообщениям СМИ, пять студентов-манифестантов были убиты в феврале. Телеканал France24 предположил, что волнения в Буркина Фасо перерастут в полномасштабную революцию по образцу прошедших в то же время в североафриканских странах, окрестив происходившие события «Буркинийской весной».
22 апреля коалиция 34 буркинийских оппозиционных партий призвала президента Компаоре уйти в отставку.
К 27 апреля в Бобо-Диуласо начались демонстрации фермеров против низких закупочных цен, а в Кудугу — митинги предпринимателей, вызванные закрытием властями 40 магазинов в связи с неуплатой арендной платы. В Кудугу были сожжены дом мэра и полицейский участок. Вечером того же дня полиция Уагадугу перешла на сторону митинговавших.
28 апреля четыре молодых демонстранта получили ранения, когда полиция открыла огонь боевыми патронами, чтобы рассеять толпу, начавшую поджигать полицейский участок в Уагадугу.
28 апреля Президент Блез Компаоре объявил о достижении договоренности с армией, которая согласилась положить конец опустошающим страну протестам.
30 апреля около 3.000 приняли участие в оппозиционном митинге в Уагадугу, продолжавшемся несколько часов несмотря на жару. Несколько местных поп-звезд приняли участие в протестах, призвав в ходе выступлений к отставке Компаоре. Некоторые протестующие демонстрировали плакаты, сравнивавшие Компаоре с Президентом Туниса Зин эль-Абидин Бен Али, свергнутого в ходе январского народного восстания. Беневеде Станислас Санкара, оппозиционный лидер, обратился к собравшимся, заявив, что народ Буркина Фасо требует реформ с целью более справедливого перераспределения доходов от эксплуатации минеральных ресурсов страны.
Министр здравоохранения Адама Траоре объявил, что в результате восстаний погибли шесть человек, в том числе 11-летний подросток, застреленный по дороге в школу.
1 мая традиционная демонстрация профсоюзов торговых и гражданских служащих в Уагадугу была отменена из-за возможных провокаций правительственных агентов.
15 мая солдаты всю ночь стреляли в воздух, протестуя тем самым против того, что реформы и выплаты не доходят до рядового состава армии.
24 мая три человека были убиты и 136 ранены во время демонстрации протеста студентов и солдат в Уагадугу. Студенты подожгли офисы правящей партии в Гауа и Бобо-Диуласо, поддержав забастовку учителей.
25 мая профсоюз учителей и правительство пришли к соглашению, по которому насилие и демонстрации прекращались в обмен на повышение заработной платы учителей.
27 мая в Тенкодого и 1 июня в Бобо-Диулассо вновь вспыхнули протесты солдат, поддержанные рядовыми во многих частях востока и севера страны. Солдаты стреляли в воздух на протяжении всех суток. Стрельба прекратилась лишь к началу следующей недели, но спустя некоторое время, акции повторились вновь.
3 июня как минимум семь человек (в том числе 14-летняя девочка) было убито во время разгона правительственными силами демонстрации в Бобо-Диуласо. Представитель армии сообщил о задержании 109 зачинщиков. Торговцы Бобо-Диуласо, пострадавшие от погромов и мародерства в ходе выступлений, обратились к правительству за компенсациями.
13 июня правительство, в попытке снизить напряженность, сменило 13 губернаторов провинций и уволило 3 армейских офицеров.

## Последствия
23 июня, когда протесты пошли на убыль, министр реформ Бонгнессан Арсене Йе объявил, что правительство создает комитет из 68 членов для обсуждения проекта внесения изменений в Конституцию страны. Лидер оппозиции Беневеде Санкара, бывший ключевой фигурой в протестном движении, заявил, что оппозиция отвергла предложение о включении её представителей в состав комитета, потому как создание видимости изменения Конституции позволит действующему президенту Блезу Компаоре и далее оставаться в должности и отвлечет внимание от создания реальных демократических механизмов в стране.